# Брекинридж, Джон Кабелл
Джон Кабелл Брекинридж (англ. John Cabell Breckinridge, 16 января 1821 — 17 мая 1875) — американский политический и государственный деятель;, член Демократической партии, вице-президент США с 1857 по 1861 год.

## Биография
Брекинридж родился в 1821 году в Лексингтоне, штат Кентукки. Окончив Трансильванский университет, занялся юридической практикой. Во время Американо-мексиканской войны он руководил третьим добровольческим полком Кентукки. В 1849 году Брекинридж был членом Палаты представителей штата Кентукки от демократов, а в период с 1851 по 1855 год занимал место в Палате представителей Конгресса США.
В 1857 году, в возрасте 36 лет, он занял пост вице-президента при Джеймсе Бьюкенене, став самым молодым вице-президентом в истории США. Брекинридж выставил свою кандидатуру от южной фракции Демократической партии на президентских выборах 1860 года, однако проиграл республиканцу Аврааму Линкольну. С марта по сентябрь 1861 года Брекинридж представлял штат Кентукки в американском Сенате.

## Гражданская война
С началом Гражданской войны он вступил в Армию Конфедеративных Штатов Америки в качестве бригадного генерала, где впоследствии получил звание генерал-майора. В 1865 году он был назначен на должность военного министра Конфедерации, однако с окончанием войны эмигрировал на Кубу.

## Послевоенная деятельность
В марте 1869 года, после объявления амнистии, он возвратился в Кентукки, где занял должность вице-президента в железнодорожной компании Биг Сэнди. Умер 17 мая 1875 года, похоронен на Лексингтонском кладбище.

### Семья
Его сын Клифтон Родс Брекинридж (1846—1932) служил послом в России в 1894—1897 годах.